# Спрінг-Веллі (Огайо)
Спрінг-Веллі (англ. Spring Valley) — селище (англ. village) в США, в окрузі Грін штату Огайо. Населення — 415 осіб (2020).

## Географія
Спрінг-Веллі розташований за координатами 39°36′35″ пн. ш. 84°0′21″ зх. д. / 39.60972° пн. ш. 84.00583° зх. д. (39.609735, -84.005856).  За даними Бюро перепису населення США в 2010 році селище мало площу 0,69 км², з яких 0,69 км² — суходіл та 0,00 км² — водойми.

## Демографія
Згідно з переписом 2010 року, у селищі мешкало 479 осіб у 198 домогосподарствах у складі 136 родин. Густота населення становила 692 особи/км².  Було 221 помешкання (319/км²).
Расовий склад населення:
| - 97,3 % — білих - 0,2 % — корінних американців - 0,2 % — чорних або афроамериканців |

До двох чи більше рас належало 2,1 %. Частка іспаномовних становила 0,8 % від усіх жителів.
За віковим діапазоном населення розподілялося таким чином: 19,4 % — особи молодші 18 років, 66,2 % — особи у віці 18—64 років, 14,4 % — особи у віці 65 років та старші. Медіана віку мешканця становила 43,8 року. На 100 осіб жіночої статі у селищі припадало 101,3 чоловіків;  на 100 жінок у віці від 18 років та старших — 102,1 чоловіків також старших 18 років.
Середній дохід на одне домашнє господарство  становив 53 539 доларів США (медіана — 53 036), а середній дохід на одну сім'ю — 60 427 доларів (медіана — 56 375). Медіана доходів становила 42 344 долари для чоловіків та 31 118 доларів для жінок. За межею бідності перебувало 6,0 % осіб, у тому числі 3,7 % дітей у віці до 18 років та 19,5 % осіб у віці 65 років та старших.
Цивільне працевлаштоване населення становило 271 осіб. Основні галузі зайнятості: освіта, охорона здоров'я та соціальна допомога — 37,3 %, будівництво — 13,3 %, науковці, спеціалісти, менеджери — 9,6 %, роздрібна торгівля — 8,9 %.